# Batman (videogioco 1989 Amiga)
Batman, anche noto come Batman: The Movie, è un videogioco di genere misto ispirato al film Batman del 1989, pubblicato lo stesso anno per i computer Amiga, Amstrad CPC (anche una versione leggermente diversa per Amstrad GX4000), Atari ST, Commodore 64, MS-DOS, MSX e ZX Spectrum dalla Ocean Software. Fu un grosso successo e viene ricordato come uno dei più grandi videogiochi tratti da film di tutti i tempi.
In generale è il terzo videogioco ufficiale sul personaggio di Batman, dopo Batman (1986) e Batman: The Caped Crusader (1988), sempre della Ocean.
Dal film del 1989 vennero tratti anche altri videogiochi differenti, di altri produttori:
Batman per console, Batman per PC Engine e Batman arcade.

## Trama
Il gioco ricalca lo svolgimento della pellicola, con cinque livelli ispirati ad altrettante scene, così suddivisi:
- Stabilimento chimico Axis: Batman lotta contro gli scagnozzi del criminale Jack Napier all'interno della fabbrica, per poi affrontare lo stesso Napier e farlo cadere nella vasca di chimici, trasformandolo nel Joker.
- Le strade di Gotham City: Batman e Vicki Vale, a bordo della Batmobile, sfrecciano di notte verso la Batcaverna, cercano di evitare le altre automobili sulla strada.
- Nella Batcaverna: Batman cerca di decifrare la combinazione dei prodotti che Joker usa per il suo veleno, lo Smilex.
- La parata di Gotham: Batman, a bordo del Batplano, deve tagliare le funi dei palloni da parata gonfi di Smilex per evitare un massacro dei cittadini.
- La cattedrale di Gotham: si sale fino al tetto della cattedrale, dove avviene lo scontro finale tra Batman e Joker.

## Modalità di gioco
Batman è costituito da cinque livelli di genere variabile, prevalentemente d'azione. In generale, per ogni vita si dispone di una riserva di energia raffigurata tramite un viso di Batman che viene sostituito progressivamente da quello di Joker, e di un tempo limite per completare il livello.
Il primo livello, lo stabilimento chimico, è un ambiente bidimensionale a piattaforme, a scorrimento multidirezionale, intricato e ampio (circa come 60 schermi nella versione Amiga). Batman deve raggiungere il punto in cui si trova Napier e colpirlo per superare il livello. Si può camminare sui piani, arrampicarsi su scale a pioli, accovacciarsi, saltare giù al piano sottostante; non si può saltare in alto, ma si può lanciare la Batcorda con rampino, in verticale o diagonale, per appendersi al soffitto e quindi sollevarsi o dondolare (un sistema che allora ricordava Bionic Commando). Come arma si lanciano i Batarang in orizzontale. Inoltre si possono eliminare nemici anche piombandogli addosso dall'alto o, nelle versioni 16 bit (Amiga/ST/DOS), colpendoli con il rampino.
I nemici sono criminali che attaccano a contatto, con armi da fuoco, o con granate. Bisogna inoltre evitare getti di gas nocivi e gocce di acido dello stabilimento. Sono dannose anche le cadute da altezze troppo elevate e gli urti contro pareti mentre si dondola.
Il secondo livello, la corsa in Batmobile attraverso la città, solo nelle versioni 16 bit ha un'elaborata visuale tridimensionale da dietro la vettura, con curve e pendenze, mentre nelle versioni 8 bit è a scorrimento orizzontale su strada rettilinea vista di lato. In entrambi i casi sono presenti incroci, indicati da frecce, dove bisogna cambiare strada, lanciando la Batcorda contro i pali e usandoli come perni per fare le curve strette a 90°. Scopo del livello è arrivare a fine percorso, evitando le numerose vetture cittadine che viaggiano nello stesso verso, e cercando di mantenere velocità elevata per non essere raggiunti da nemici.
Il terzo livello è un piccolo videogioco rompicapo dove bisogna indovinare quali sono i tre cosmetici che compongono lo Smilex, andando per tentativi e ricevendo ogni volta indicazione di quanti sono giusti, nello stile del gioco Mastermind.
Il quarto livello, la corsa in Batplano, si svolge nello stesso scenario di strada notturna del secondo livello, ma senza incroci. Nelle versioni tridimensionali, oltre alla velocità si può cambiare limitatamente la quota di volo. Lo scopo è tagliare le funi dei numerosi palloni che si trovano lungo il percorso, andandogli addosso, ma cercando di non urtare i palloni stessi. Nelle versioni 8 bit arrivano in seguito anche elicotteri nemici da evitare.
Il quinto livello, la cattedrale, ha lo stesso funzionamento generale del primo livello. Qui i pericoli dello scenario, oltre ai soliti tirapiedi di Joker, sono pavimenti pericolanti e ratti.

## Sviluppo
Batman fu sviluppato internamente dalla Ocean e seguì l'esempio del successo da record di RoboCop, altro gioco multigenere tratto da film e pubblicato dalla Ocean l'anno precedente. Secondo Bill Harbison, uno dei grafici che ci lavorò, questo fu il primo titolo dell'azienda sviluppato in partenza per le piattaforme a 16 bit, e si vollero riprendere e mischiare le caratteristiche di successo dei loro precedenti RoboCop e Chase H.Q..
La Warner Bros., produttrice del film, diede alla Ocean la possibilità di visionare materiale del film già durante le riprese, purché si recassero di persona ai Pinewood Studios; le immagini inedite non venivano inviate fuori nel timore che potessero trapelare alla stampa. Il direttore dello sviluppo Gary Bracey ricorda anche che la Warner era molto selettiva nel dare la propria approvazione al videogioco, ad esempio uno dei primi demo fu respinto perché le orecchie di Batman erano troppo lunghe (di circa un pixel).
La conversione per MSX, porting quasi identico di quella per ZX Spectrum, è di produzione spagnola.

## Accoglienza
Batman fu un grande successo di critica e di pubblico in tutte le versioni. Secondo la rivista Retro Gamer fu anche uno dei primi titoli a sfruttare veramente le potenzialità a 16 bit dell'Amiga; quella versione fu infatti la più notevole e stupiva per ciò che riusciva a fare senza essere una macchina arcade dedicata. Le sequenze di guida e pilotaggio 3D furono particolarmente impressionanti, anche rispetto alla maggior parte dei simulatori di guida/volo puri dell'epoca.
Ebbe grande successo in Europa anche il Batman Pack, un'offerta commerciale che comprendeva un Amiga 500, una copia di Batman, una di The NewZealand Story e altri extra, lanciata a ottobre 1989 al prezzo di £399 e rimasta disponibile per quasi un anno. Divenne uno degli abbinamenti hardware/software di maggior successo di tutti i tempi e contribuì sensibilmente alla diffusione dell'Amiga in Europa. Partendo da un lotto iniziale di 10 000 unità, si arrivò a vendere ben 186 000 Batman Pack. Un'offerta simile si fece anche con il Commodore 64, ma raggiunse cifre molto più basse.
Sulla stampa di settore Batman ricevette quasi sempre buone recensioni. Il gioco per Commodore 64 fu premiato dalla rivista Zzap! con la medaglia d'oro (gioco del mese) e un 96%. La versione ZX Spectrum fu nominata miglior gioco del 1989 per quel sistema ai premi della rivista Crash basati sul sondaggio dei lettori. Divenne anche il gioco per Spectrum più venduto nella classifica mensile britannica a prezzo pieno.